# 루돌프 아른하임

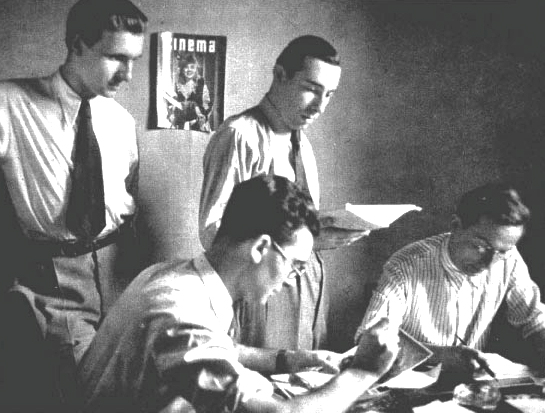

루돌프 아른하임(Rudolf Arnheim, 1904년 7월 15일 ~ 2007년 6월 9일)은 독일 태생의 저자, 미술 및 영화이론가, 심리학자이다. 베를린 훔볼트 대학교의 막스 베르트하이머와 볼프강 쾰러 밑에서 게슈탈트 심리학을 공부했으며 이를 예술에 적용시켰다.
1904년 베를린 알렉산더 광장에서 유대교 가정에서 태어났다. 2007년 6월 9일, 앤아버에서 102세의 나이로 사망했다.

## 같이 보기
- 공간 시각화 능력